# Psalms (album de Lorna Shore)
Albums de Lorna Shore
Flesh Coffin
Psalms est le premier album studio du groupe de deathcore américain Lorna Shore. Il est sorti le 9 juin 2015 via Density Records. Il est leur seul album sorti sous ce label, et a été produit par Will Putney.

## Réception critique
L'album a reçu des critiques majoritairement positives. KillYourStereo a noté l'album 3 sur 5 et a déclaré : « Ce serait aller trop loin de dire que Psalms de Lorna Shore est un mauvais album. Tous les éléments réussis d'un album de deathcore sont là et ils sont  habilement exécutés. Malheureusement, l'abondance de breakdowns stoppe littéralement l'album dans son élan. Il est dommage que Lorna Shore ne parvienne pas à apporter quelque chose de nouveau. »  New Noise a donc" une critique positive à l'album mais a déclaré : « Si vous supprimiez les breakdowns, ou au moins minimisiez leurs longueurs, vous vous retrouveriez avec l'un des, sinon le meilleur, groupes de deathcore. Ils ne sont pas seulement impressionnants sur le plan technique ; ils essaient d'écrire de bonnes chansons qui ont du sens. Si Lorna Shore peut renforcer davantage ce qui les rend géniaux (l'ambiance horrifiante, la capacité musicale), alors le deathcore pourrait connaître une de ses nouvelles étoiles brillantes. » 
La critique de V13.net, Daniella Kohan, a déclaré dans une critique non notée de l'album : « Lorna Shore, originaire du New Jersey, n'est pas un groupe pour les âmes sensibles, et leur premier album complet, Psalms, suit dans la même veine. Le style unique du darkened deathcore technique prend vraiment tout son sens sur cet album, conservant une cohérence ainsi qu'une disposition écrasante pour les breakdowns lents et lourds. » 

## Liste des pistes
| 1.    | Grimoire             | 4:50 |
| 2.    | Harvest Realms       | 3:32 |
| 3.    | Throne of Worms      | 4:07 |
| 4.    | White Noise          | 4:13 |
| 5.    | From the Pale Mist   | 3:53 |
| 6.    | Infernal Haunting    | 3:44 |
| 7.    | Death Gowns          | 3:19 |
| 8.    | Wretching in Torment | 3:33 |
| 9.    | Traces of Supremacy  | 3:28 |
| 10.   | Eternally Oblivion   | 5:15 |
| 39:58 |                      |      |

Crédits adaptés de AllMusic.
Lorna Shore
- Tom Barber – chant
- Adam De Micco – guitare solo
- Connor Deffley – guitare rythmique
- Gary Herrera – basse
- Austin Archey – batterie

Personnel supplémentaire
- Will Putney – production, mixage, mastering
- Tom Smith Jr. et Randy Leboeuf – ingénierie
- Steven Seid – montage
- Mike Mowery et Wayne Pighini – direction
- Matt Andersen – réservation
- JSS – conception artistique, mise en page